# Liste des papillons de nuit de Guinée

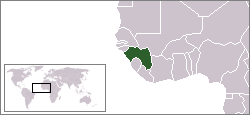
L'emplacement de la Guinée.

Il existe environ 175 espèces connues de papillons de nuit de république de Guinée. Les papillons de nuit (principalement nocturnes) et les papillons (principalement diurnes) forment ensemble l'ordre taxonomique des lépidoptères.
Ceci est une liste d'espèces de papillons de nuit qui ont été enregistrées en république de Guinée. 

## Arctiidés
- Afrasura discreta Durante, 2009
- Afrasura hieroglyphica (Bethune-Baker, 1911)
- Afrasura pallescens Durante, 2009
- Afrowatsonius marginalis (Walker, 1855)
- Alpenus maculosa (Stoll, 1781)
- Alytarchia amanda (Boisduval, 1847)
- Amata Alicia (Maître d'hôtel, 1876)
- Amata kuhlweini (Lefèbvre, 1832)
- Amerila vidua (Cramer, 1780)
- Amphicallia thelwalli (Druce, 1882)
- Anapisa holobrunnea Tams, 1932
- Anapisa monotonia (en) Kiriakoff, 1963
- Argina amanda (en) (Boisduval, 1847)
- Balacra caeruleifascia (en) Walker, 1856
- Balacra flavimacula (en) Walker, 1856
- Euchromia folletii (en) Guérin-Méniville, 1832
- Metarctia maria (en) Kiriakoff, 1957
- Ovenna guineacola (en) (Strand, 1912)
- Ovenna vicaria (en) (Walker, 1854)
- Phaegorista agaristiodes (Boisduval, 1836)
- Pseudothyretes rubicundula (en) (Strand, 1912)
- Radiarctia lutescens (en) (Walker, 1854)

## Autostichidae
- Aprominta australis (en) Gozmány, 1966

## Bombycidés
- Vingerhoedtia ruficollis (en) (Strand, 1910)

## Brahmaeidae
- Dactyloceras swanzii (en) (Butler, 1871)

## Drepanidés
- Epicampoptera ivoirensis Watson, 1965
- Epicampoptera marantica (Tams, 1930)
- Epicampoptera strandi Bryk, 1913
- Spidia fenestrata (en) Majordome, 1878

## Elachistidae
- Exaeretia hermophila (en) (Meyrick, 1922)

## Euptérotidés
- Acrojana sciron (en) Druce, 1887
- Hibrildes norax (en) Druce, 1887
- Jana eurymas (en) Herrich-Schäffer, 1854

## Géléchiidés
- Brachmia circumfusa (en) Meyrick, 1922

## Géomètres
- Archichlora viridimacula (Warren, 1898)
- Biston abruptaria (Walker, 1869)
- Biston antecreta (Prout, 1938)
- Biston Johannaria (Oberthür, 1913)
- Biston sous-oculaire (Mabille, 1893)
- Cabera limbata (Herbulot, 1954)
- Chiasmia umbrata (Warren, 1897)
- Chrysocraspeda rosina Warren, 1898
- Conolophia persimilis (Warren, 1905)
- Geodena mélusine (Strand, 1909)
- Hypocoela turpisaria (Swinhoe, 1904)
- Idaea inquisita (Prout, 1932)
- Melinoessa emonia (Swinhoe, 1904)
- Menophra dnophera (Prout, 1915)
- Scopula latitans (en) Prout, 1920
- Zamarada acrochra Prout, 1928
- Zamarada ébauchée DS Fletcher, 1974
- Zamarada amymone Prout, 1934
- Zamarada bastelbergeri Gaede, 1915
- Zamarada bicuspide DS Fletcher, 1974
- Zamarada corroborata Herbulot, 1954
- Zamarada cucharita DS Fletcher, 1974
- Zamarada cydippe Herbulot, 1954
- Zamarada dentigère Warren, 1909
- Zamarada dilucida Warren, 1909
- Zamarada dolorosa DS Fletcher, 1974
- Zamarada dyscapna DS Fletcher, 1974
- Zamarada émaciée DS Fletcher, 1974
- Zamarada eucharis (en) (Drury, 1782)
- Zamarada euphrosyne Oberthür, 1912
- Zamarada excavata Bethune-Baker, 1913
- Zamarada ilaria Swinhoe, 1904
- Zamarada indicata DS Fletcher, 1974
- Zamarada ixiaria Swinhoe, 1904
- Zamarada labifera Prout, 1915
- Zamarada melanopyga Herbulot, 1954
- Zamarada melpomene Oberthür, 1912
- Zamarada mimesis DS Fletcher, 1974
- Zamarada nasuta Warren, 1897
- Zamarada paxille DS Fletcher, 1974
- Zamarada perlepidata (Walker, 1863)
- Zamarada plana Basterberger, 1909
- Zamarada protruse Warren, 1897
- Zamarada réflexaire (Walker, 1863)
- Zamarada regularis DS Fletcher, 1974
- Zamarada vigilans Prout, 1915
- Zamarada vulpina Warren, 1897

## Himantoptéridés
- Doratopteryx dissemurus (en) Kiriakoff, 1963

## Lasiocampidés
- Euphorea ondulosa (Conté, 1909)
- Gonometa nysa Druce, 1887
- Mimopacha gerstaeckerii (en) (Dewitz, 1881)
- Odontocheilopteryx haribda Gurkovich & Zolotuhin, 2009
- Pallastica lateritia (Hering, 1928)
- Sophyrita argibasis (Mabille, 1893)

## Limacodidés
- Parasa divisa West, 1940

## Lymantriidés
- Bracharoa mixta (Snellen, 1872)
- Crorema ochracea (Snellen, 1872)
- Euproctis molunduana Aurivillius, 1925
- Laelia subrosea (Walker, 1855)
- Opoboa chrysoparala Collenette, 1932
- Otroeda hesperia (Cramer, 1779)

## Métarbélidés
- Metarbela onusta (en) Karsch, 1896
- Moyencharia sommerlattei (en) Lehmann, 2013

## Noctuidés
- Abrostola confuse Dufay, 1958
- Achaea lienardi (en) Boisduval, 1833
- Acontia citrelinea Bethune-Baker, 1911
- Acontia imitatrix (en) Wallengren, 1856
- Acontia insocia (Walker, 1857)
- Aegocera rectilinea Boisduval, 1836
- Aegocera tigrina (en) (Druce, 1882)
- Andrhippuris caudaequina (en) Karsch, 1895
- Asota speciosa (en) (Drury, 1773)
- Chaetostephana inclusa (en) (Karsch, 1895)
- Cyligramma latona (en) (Cramer, 1775)
- Cyligramma limacina (en) (Guérin-Méneville, 1832)
- Dysgonie pudique (Möschler, 1887)
- Dysgonia torrida (en) (Guénée, 1852)
- Eudocima divitiosa (Walker, 1869)
- Eudocima materna (en) (Linnaeus, 1767)
- Feliniopsis africana (en) (Schaus & Clements, 1893)
- Feliniopsis nigribarbata (Hampson, 1908)
- Fodina albicincta (Walker, 1869)
- Godasa (en) (Fabricius, 1793)
- Heliophisma klugii (Boisduval, 1833)
- Héraclia geryon (Fabricius, 1781)
- Héraclia poggei (Dewitz, 1879)
- Hespagarista caudata (Dewitz, 1879)
- Hypène obacerralis Walker, [1859]
- Marcipa aequatorialis Pelletier, 1975
- Masalia flavistrigata (Hampson, 1903)
- Masalia nubila (en) (Hampson, 1903)
- Masalia rubristria (Hampson, 1903)
- Miniodes décolorent Guenée, 1852
- Ophiusa conspicienda (en) Walker, 1858
- Parachalciope binaria (en) Hollande, 1894
- Parachalciope euclidicola Walker, 1858
- Phaegorista agaristoïdes Boisduval, 1836
- Spodoptera exempta (Walker, 1857)
- Thiacidas meii Hacker & Zilli, 2007
- Thiacidas mukim (Berio, 1977)
- Thiacidas submutata Hacker & Zilli, 2007
- Timora perrosea de Joannis, 1910

## Nolidés
- Arcyophora zanderi Felder & Rogenhofer, 1874
- Leucophanera argyrozona de Joannis, 1911

## Notodontidés
- Andocidia tabernaria Kiriakoff, 1958
- Chlorochadisra viridipulverea (Gaede, 1928)
- Desmeocraera roseoviridis Kiriakoff, 1958
- Desmeocraera varia (Walker, 1855)
- Stauropussa chloe (en) (Hollande, 1893)
- Ulinella royi Kiriakoff, 1963

## Psychidés
- Eumeta cervina Druce, 1887
- Narycia epibyrsa Meyrick, 1922

## Pterophoridés
- Antarches aguessei (en) (Bigot, 1964)
- Buckleria girardi (en) Gibeaux, 1992
- Pterophorus lamottei (en) Gibeaux, 1992
- Pterophorus legrandi (en) Gibeaux, 1992
- Sphenarches anisodactylus (en) (Walker, 1864)

## Pyralidés
- Acracona lamottei (en) (Marion, 1954)

## Saturniidae
- Aurivillius triramis (Rothschild, 1907)
- Campimoptilum kuntzei (Dewitz, 1881)
- Décachorda aspersa (Felder, 1874)
- Epiphora albidus (Druce, 1886)
- Épiphora boolana Strand, 1909
- Epiphora getula (Maassen & Weymer, 1885)
- Epiphora madeleine Grünberg, 1909
- Epiphora ploetzi (Weymer, 1880)
- Epiphora vacuna (Westwood, 1849)
- Eudaemonia trogophylla Hampson, 1919
- Gonimbrasia Hécate Rougeot, 1955
- Lobobunaea acetes (en) (Westwood, 1849)
- Nudaurelia alopia Westwood, 1849
- Nudaurelia Dioné (Fabricius, 1793)
- Nudaurelia emini (Maître d'hôtel, 1888)
- Orthogonioptilum nimbaense Rougeot, 1962
- Orthogonioptilum près de Karsch, 1892
- Rohaniella pygmaea (en) (Maassen & Weymer, 1885)

## Sphingidés
- Acherontia atropos (Linnaeus, 1758)
- Euchloron megaera (Linnaeus, 1758)
- Neopolyptychus ancylus (en) (Rothschild & Jordan, 1916)
- Neopolyptychus consimilis (en) (Rothschild & Jordan, 1903)
- Nephele comma (en) Hopffer, 1857
- Phylloxiphia bicolor (en) (Rothschild, 1894)
- Phylloxiphia goodii (en) (Hollande, 1889)
- Phylloxiphia illustris (en) (Rothschild & Jordan, 1906)
- Phylloxiphia oberthueri (en) (Rothschild & Jordan, 1903)
- Polyptychus carteri (en) (Butler, 1882)
- Pseudenyo benitensis (en) Hollande, 1889
- Pseudoclanis occidentalis (en) Rothschild & Jordan, 1903
- Sphingonaepiopsis nana (en) (Walker, 1856)
- Temnora nephele (en) Clark, 1922
- Theretra perkeo (en) Rothschild & Jordan, 1903

## Thyrididés
- Arniocera collenettei Talbot, 1929

## Tinéidés
- Cimitra fetialis (en) (Meyrick, 1917)
- Criticonoma gypsocome (Meyrick, 1931)
- Histiovalva fortunata (en) Gozmány, 1965
- Hyperbole pastorale (Meyrick, 1931)
- Monopis addenda Gozmány, 1965
- Syncalipsis optania (Meyrick, 1908)

## Tortricidés
- Cydia improbana (Snellen, 1872)
- Sanguinograptis albardana (en) (Snellen, 1872)